# Merveilleux (gâteau)
Pour les articles homonymes, voir Merveilleux.
Le merveilleux est un petit gâteau meringué, spécialité patissière de Belgique,,.

## Description
Le merveilleux est un gâteau cylindrique composé de deux meringues sèches soudées ensemble et recouvertes par une couche de chantilly, le tout roulé dans des copeaux de chocolat. Il est souvent surmonté d'une cerise confite.  

« Ceux et surtout celles qui prennent un quatre-heures (un goûter, on dit aussi ceux qui boivent le café) pourront l'agrémenter en dégustant des boudoirs (biscuits à la cuiller mais plus fermes), un merveilleux (gâteau à la meringue et à la crème chantilly enrobé de chocolat) ou une tarte treillée (treillissée). »

— Georges Lebouc, Dictionnaire de belgicismes, Bruxelles, Éditions Racine, 2006, 622 p. (ISBN 978-2-87386-477-4, lire en ligne), p. 50.

## Variantes
Il existe des variantes au gâteau belge originel : gâteau recouvert de ganache, cerise remplacée par un autre fruit (framboise, ananas) ou par une garniture en chocolat.

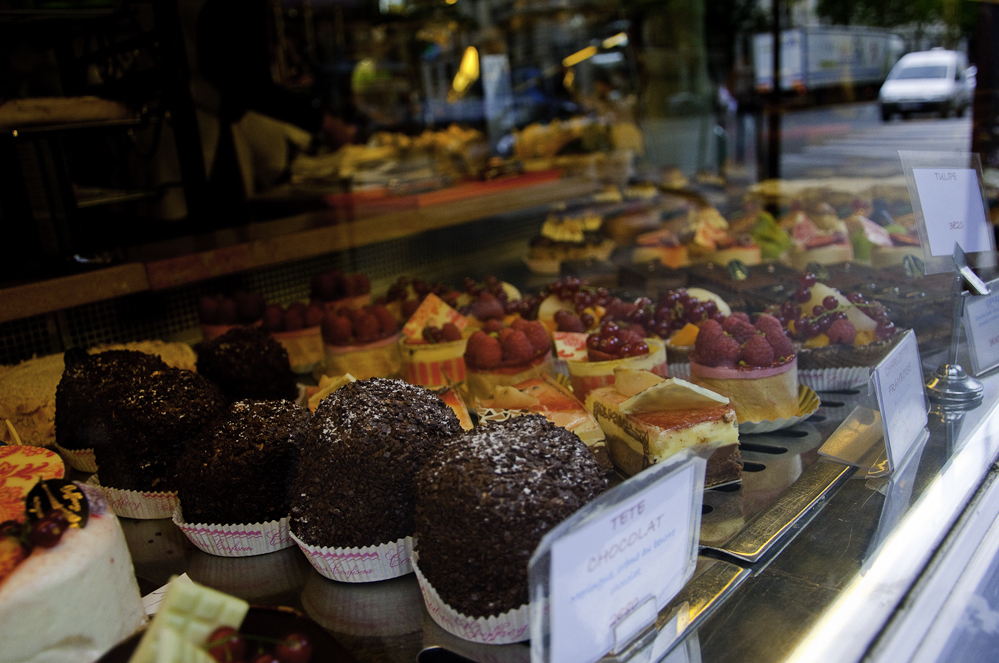
Tête au chocolat, au premier plan, dans une pâtisserie parisienne.

Dans le Nord de la France, le merveilleux a servi de base pour d'autres patisseries de formes similaires : tête au chocolat, tête de nègre, boule meringuée au chocolat, boule choco, arlequin. Il possède une composition qui diffère du merveilleux belge : la chantilly y est remplacée par une crème au beurre au chocolat. Le gâteau est souvent entièrement recouvert de copeaux de chocolat et en forme de sphère ou demi-sphère.
Ce gâteau a été revisité par le pâtissier-chocolatier belge Pierre Marcolini ou encore par le français Roger Mouille à Hazebrouck puis par Frédéric Vaucamps dans sa chaîne de boutiques Aux Merveilleux de Fred où il en propose de nombreuses déclinaisons.